# Mercedes-Benz G 270 CDI

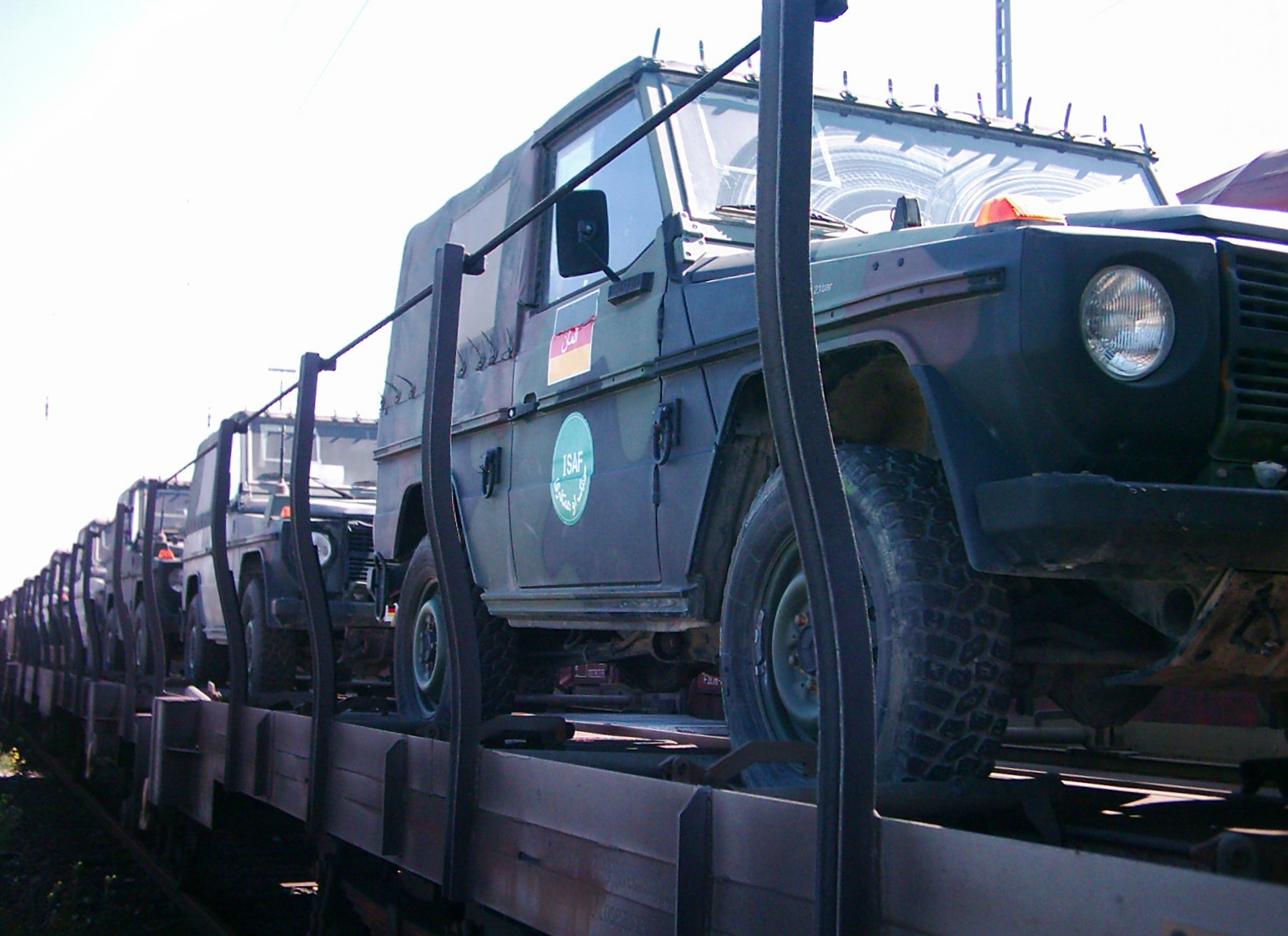
A Bundeswehr Wolf-jai útban ISAF-szolgálati helyeik felé RoLa-n

A Mercedes-Benz G 270 CDI (becenevén Wolf, magyarul „farkas”) a német Mercedes-Benz járműgyár G osztályú könnyű terepjáró személygépjárműve. 2003-tól a Magyar Honvédség lövész- és egészségügyi alegység személy és sebesültszállítását látja el.
A típusváltozatok a kor színvonalának megfelelő felépítménnyel, motorral és futóművel rendelkeznek. Katalizátoros motorjuk az Euro 3 környezetvédelmi követelményeket teljesíti. A G 270 gépjárművek megfelelnek a hazai és EU-s műszaki és környezetvédelmi normáknak. 2008 végére 186 db MB G 270 CDI terepjáró személygépjármű és bázisjármű kerül a Magyar Honvédség katonai telephelyeire (2009–2010 között 13+24 db van előirányozva, összesen 223 db).

## Technikai adatok
- Hosszuság (mm): 4642
- Szélesség (mm): 1774
- Magasság (mm): 1960
- Össz.gördülő tömeg (kg): 3500 kg
- Saját tömeg (kg): 2640 kg
- Leküzdhető legnagyobb emelkedő teljes terheléssel: 38°
- Szállítható személyek száma (fő): 1+4
- Maximális sebesség (km/h): 156
- Motor: 5 hengeres, 4 ütemű, soros, folyadékhűtéses, common-rail turbódízel, elektronikus motorvezérlés
- Motorteljesítmény (kW): 115

## Monográfiák
- Szabados Péter: A Gépjármű Beszerzási Program a megvalósulás útján. In: Haditechnika, I. rész 2008/4, 37–46. o.; II. rész 2008/5, 31–40. oldal.